# AVA (завод)
Радиотехнический завод AVA (пол. Wytwórnia Radiotechniczna AVA) — польский производитель электроники, основанный в 1929 году. Завод разрабатывал и производил радиооборудование для Бюро шифров, входящего во второй (разведывательный) отдел польского генштаба.
После того, как в конце декабря 1932 года работавшему в Бюро криптологу Реевскому удалось разгадать устройство германской роторной шифровальной машины «Энигма», завод AVA начал выпуск её аналогов, а также основанного на этой разработке электромеханического оборудования, ускоряющего дешифровку.

## История
Компания AVA, основанная Эдвардом Фокчиньским, Антони Паллютом, Людомиром Данилевичем и его младшим братом Леонардом, получила своё название от позывных братьев Данилевич (TPAV) и Паллюта (TPVA): в 1929 году братья, учившиеся в Варшавском политехническом институте занимались Радиолюбительством .
Ещё с 1927 года Фокчиньский, открывший небольшую радиомастерскую на варшавской улице Новый Свят, периодически получал заказы от служившего в Бюро шифров капитана Максимильяна Ценжкого, который знал Фокчиньского со времён его службы в армии в 1919-22 гг. В 1929 скромная мастерская, располагавшаяся в десяти минутах ходьбы от здания Генштаба (в котором располагалось и Бюро) была преобразована в компанию AVA, впоследствии переехавшую в новое помещение, находившееся в районе Мокотув .
На первых порах средств у компании недоставало; отчасти помогало то, что у всех четырёх её директоров были и другие работы. Выручило Бюро, заказавшее восемь 10-ваттных коротковолновых радиостанций, ставших основой радиосети Второго отдела. Среди клиентов Компании были польские ВМС и профессор варшавского Государственного метеоинститута Жан Люжон, по наброскам которого был построен атморадиограф регистрировавший колебания атмосфере, что, по словам Леонарда Данилевича стало необъявленным началом радиоастрономии.
К общей выгоде Компании и Бюро, поручившего ей дальнейшую разработку и изготовление оборудования, работы выполнялись на основе оплаты понесённых расходов и оговоренного процента сверх этого
Успех Мариана Реевского стал основой начавшейся семь лет спустя Союзной программы «Ультра»; к середине 1934 года AVA выпустила уже более десятка «аналогов» шифровальных машин Энигма
В 1934 или 1935 году был создан разработанный Реевским циклометр, использовавшийся для определения длины и количества циклов перестановок, создаваемых Энигмой,а в 1938 — «криптологическую бомбу», представлявшую совокупность из шести машин Энигма, которая по мощности была сопоставима с сотней работников. Шесть таких «бомб» были выпущены до сентября 1939.
Сборка циклометров, «бомб» и шифромашин LCD проводился в 13-м («часовом») кабинете Бюро в здании генштаба, а с 1937 года — в новом помещении, располагавшемся в Кабатском лесу, к югу от Варшавы. Доступ имели только начальник Бюро майор Гвидо Лангер, глава немецкого отдела (B.S. 4), Максимильян Ценжкий, а также четверо директоров компании и специалист по точной механике Чеслав Бетлевский.